# 金煥珍
金 煥珍（キム・ファンジン、朝: 김환진、英: Hwan Jin Kim、1955年6月25日 - ）は、大韓民国の元プロボクサー。元WBA世界ライトフライ級王者。

## 戦績
1977年6月17日、プロデビュー。
1978年8月29日、8戦目で後のWBC世界ライトフライ級王者となる中島成雄とノンタイトル戦を行い、10回判定勝ち。
1981年7月18日、2引き分けがあるものの無敗のままで世界初挑戦。母国韓国でWBA世界ライトフライ級王者ペドロ・フローレス（メキシコ）に挑み、13回TKO勝ち。王座獲得に成功。10月11日には元WBA世界フライ級王者アルフォンソ・ロペス（パナマ）を15回判定に降し、初防衛成功。
1981年12月16日、2度目の防衛戦。日本・仙台で渡嘉敷勝男と対戦し、15回判定負け。プロ初敗戦を喫すると同時に、世界王座から陥落した。
その後、1982年に判定勝利となる2試合を行った後、1983年1月9日に京都で渡嘉敷と再戦。しかし、ここでも15回判定負けを喫し、王座奪回ならず。この試合を最後に現役を引退した。
最終戦績は22勝（8KO）2敗2分。2敗はいずれも渡嘉敷によって喫したもの。

## 獲得タイトル
- WBA世界ライトフライ級王座（防衛1）